# Rigny-sur-Arroux
Rigny-sur-Arroux é uma comuna francesa na região administrativa de Borgonha-Franco-Condado, no departamento Saône-et-Loire. Estende-se por uma área de 47,64 km². Em 2010 a comuna tinha 645 habitantes (densidade: 13,5 hab./km²).